# Barzio
Barzio es una localidad de Italia ubicada en la región de Lombardia, provincia de Lecco. Su población es de 1.277 y su superficie es de 21 km².

## Demografía
| Gráfica de evolución demográfica de Barzio entre 1861 y 2001 |
|                                                              |
| fonte ISTAT - Elaboración gráfica hecha por Wikipedia        |